# Simonstorps distrikt
Simonstorps distrikt är ett distrikt i Norrköpings kommun och Östergötlands län. 
Distriktet ligger norr om Norrköping. 

## Tidigare administrativ tillhörighet
Distriktet inrättades 2016 och utgör socknen Simonstorp i Norrköpings kommun.
Området motsvarar den omfattning Simonstorps församling hade vid årsskiftet 1999/2000.